# Përparim Hetemaj
Përparim „Perpa“ Hetemaj (* 12. Dezember 1986 in Srbica, SFR Jugoslawien) ist ein finnischer Fußballspieler kosovo-albanischer Abstammung. 

## Karriere

### Jugend
Der im Kosovo geborene Hetemaj begann seine aktive Karriere als Fußballspieler im Jahre 1993 in der Nachwuchsabteilung von HJK Helsinki, nur ein Jahr nachdem er mit Mutter und Bruder nach Malmi, einem Stadtteil von Helsinki, ausgewandert war. Dort durchlief er bis 2004 beinahe alle Jugendspielklassen und kam am Ende seiner Jugendspielzeit zu einigen Einsätzen für die Kampfmannschaft von Klubi-04, die das Reserveteam des Erstligisten HJK Helsinki darstellt.

### Verein
Nach nur kurzer Zeit im Reserveteam schaffte Hermaj den Sprung in die Profimannschaft des HJK, die ihren Spielbetrieb in der höchsten Spielklasse im finnischen Fußball, der Veikkausliiga, hat. Dort gab er am 28. April 2005 beim 2:0-Heimsieg über Tornion Palloveikot sein Profidebüt. Zu seinem ersten Treffer als Profifußballspieler kam er am 30. Juli 2005 beim 7:0-Heimsieg über Rovaniemi PS.
Nachdem er ein Angebot des griechischen Super-League-Klubs AEK Athen bekommen hatte, wechselte Hetemaj im Sommer 2006 für eine Ablösesumme von 450.000 Euro zu diesem. Zuvor absolvierte er 33 Meisterschaftsspiele für HJK Helsinki, erzielte dabei zwei Tore und gewann mit der Mannschaft den finnischen Fußballpokal 2006. Beim Verein aus der griechischen Hauptstadt Athen gab er am 9. September 2006 sein Team- und gleichzeitig Ligadebüt, als er beim 1:1-Remis gegen den Stadtrivalen Atromitos Athen in der 81. Spielminute für Panagiotis Lagos eingewechselt wurde. Kurz nach seinem Ligadebüt wurde Hetemaj in der UEFA Champions League 2006/07 eingesetzt. Bei vier Spielen der Gruppe H war er im Einsatz; seinen ersten hatte er dabei beim 1:1-Remis gegen den RSC Anderlecht, als er von Beginn an auf dem Platz stand und ab der 71. Spielminute durch den Leihspieler Andrija Delibašić ersetzt wurde. Nach den sechs Spielen der Gruppenphase schied die Mannschaft auf dem dritten Platz rangierend aus dem laufenden Wettbewerb aus, da nur der Erst- und Zweitplatzierte jeder Gruppe zum Aufstieg in die KO-Runde berechtigt ist.
Während der Spielzeit 2006/07 kam Perpa Hetemaj in sieben Meisterschaftsspielen zum Einsatz, ehe er Anfang 2008 zur Saison 2007/08 leihweise zum Ligakonkurrenten Apollon Kalamarias wechselte. Dort gab er am 10. Februar sein Teamdebüt, als er beim 2:2-Remis gegen Diethnis Enosis Ergotelis von Beginn an auf dem Platz stand und ab der 72. Minute durch Dimitrios Kontodimos abgelöst wurde. Während des Spiels gab er die Vorlage für den 1:0-Führungstreffer durch Luis Eduardo Brito. Nach zehn Meisterschaftseinsätzen, sowie einem Treffer und einer Vorlage kehrte er nach Beendigung der Saison zu seinem Stammverein zurück.
Gleich nach seiner Rückkehr kam er für die Mannschaft in der zweiten Qualifikationsrunde zum UEFA-Pokal 2008/09 zu einem 62-minütigen Einsatz. Mit einem Gesamtscore von 2:3 schied die Mannschaft noch in der zweiten Quali-Runde gegen den zypriotischen Klub Omonia Nikosia aus dem laufenden Wettbewerb aus. Weiters kam Hetemaj während der Spielzeit 2008/09 zu Einsätzen in neun Ligaspielen, sowie in drei Play-off-Spielen. Außerdem kam er beim Kypello Elladas, dem griechischen Fußballpokal zu einem Kurzeinsatz.
Am 31. August 2009 wurde Hetemajs Wechsel in die Niederlande zum FC Twente Enschede bekanntgegeben. Im Gegenzug zu Perpa Hetemajs Wechsel zu Twente Enschede kam Youssouf Hersi, zuletzt bei ebendiesem Verein, zu AEK Athen. Weiters wurde dem Finnen ein Ein-Jahres-Vertrag mit einer Option auf ein weiteres Jahr unterbreitet.
Sein Teamdebüt gab er am 23. September 2009 beim 8:0-Erfolg über den SC Joure im KNVB-Pokal, dem Pokalwettbewerb der Niederlande. Im Spiel wurde er in der 65. Spielminute für Ismael Cheik Tioté eingewechselt.
Nach noch nicht einmal einem halben Jahr verließ Hetemaj die Niederlande wieder und schloss sich dem italienischen Zweitligisten Brescia Calcio an. Mit Brescia stieg er gemeinsam auf und spielte in der Saison 2010/11 erstmals in der Serie A. Nach Abschluss der Saison wechselte er ligaintern zu Chievo Verona. Nach acht Jahren in Verona platzierte sich seine Mannschaft auf dem letzten Platz und er wechselte zu Benevento Calcio. Seit dem Sommer 2021 stand er dann bei Reggina 1914 in der Serie B unter Vertrag. Doch nur neun Monate später kehrte er im April 2022 wieder nach Finnland zurück und schloss sich seinem Ex-Klub HJK Helsinki an. Mit diesem gewann er am Ende der Saison die finnische Meisterschaft.
Am 1. Januar 2024 wechselte Hetemaj zum Sechstligisten Gilla FC.

### Nationalmannschaft
Hetemaj machte bereits im Jahre 2005 zum ersten Mal Bekanntschaft mit der finnischen U-21-Nationalmannschaft, als er bei einem Spiel gegen die U-21-Auswahl Estlands zu seinem ersten Einsatz kam. Was folgten, waren bis dato 16 U-21-Einsätze, sowie drei Treffer. Weiters wurde Përparim Hetemaj zusammen mit seinem Bruder Mehmet für die U-21-EM 2009 in Schweden nominiert. Dort repräsentierte er Finnland in allen drei Gruppenspielen des Turniers, ehe er mit der Mannschaft ausschied.
Am 4. Februar 2009 gab Përparim Hetemaj sein Debüt in der A-Nationalmannschaft, als er bei der 1:5-Niederlage gegen Japan in der 84. Minute für Kari Arkivuo ins Spiel kam. Beim selben Spiel gab auch Përparims Bruder Mehmet seine Premiere in der Auswahl, als er in der 46. Spielminute für Jussi Kujala eingewechselt wurde. Bis 2017 absolvierte Hetemaj insgesamt 49 Partien, in denen er vier Treffer erzielen konnte.

## Erfolge
- Finnischer Meister: 2022
- Finnischer Pokalsieger: 2006

## Privates
Zusammen mit seinem jüngeren Bruder Mehmet (* 1987) spielte er in der Nachwuchsabteilung des Klubi-04, sowie in der finnischen U-21- und A-Nationalmannschaft.